# Schloss Oberzwieselau

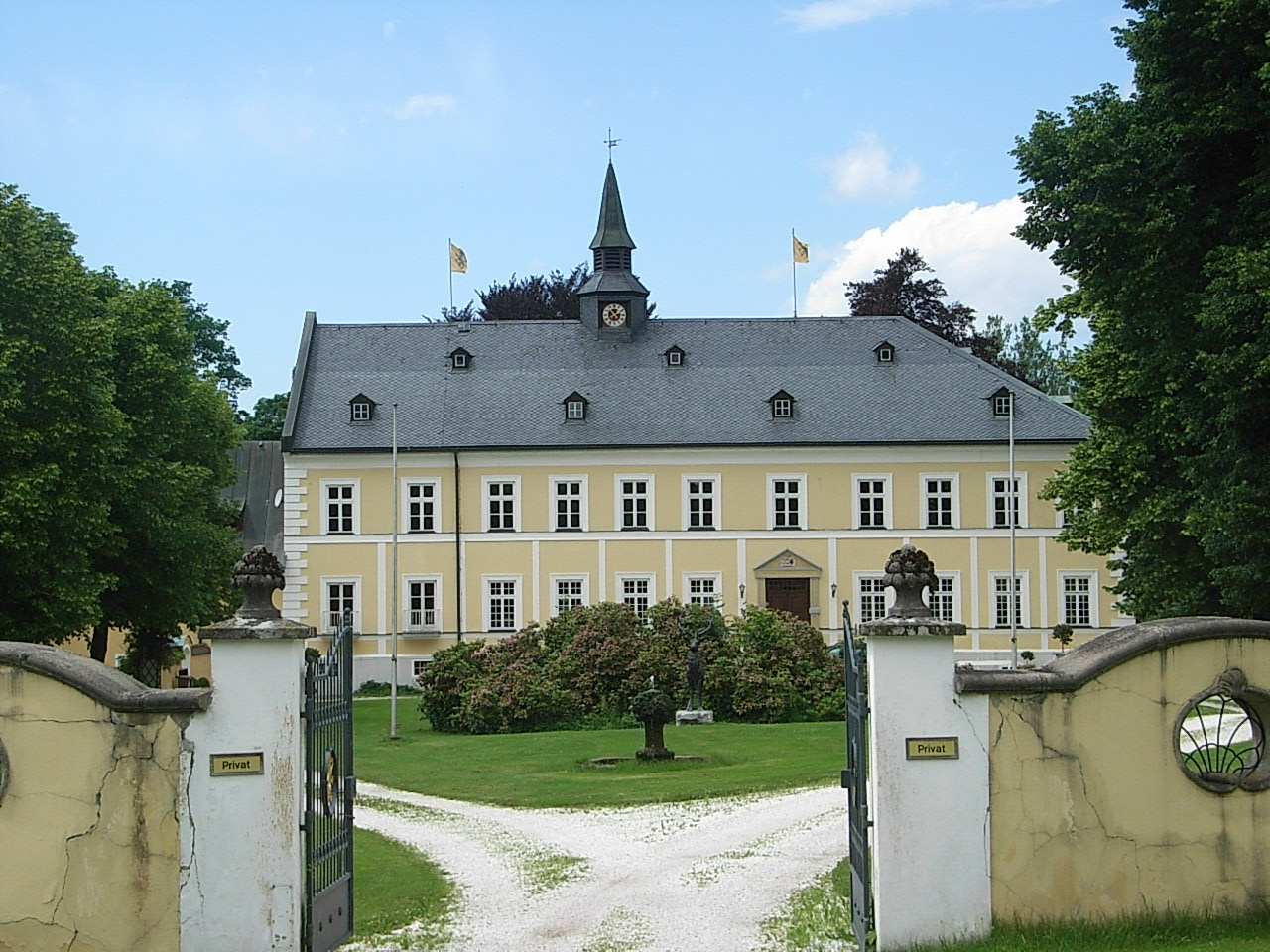
Schloss Oberzwieselau (2008)

Das Schloss Oberzwieselau ist ein denkmalgeschütztes (Aktennummer D-2-76-130-13) Schloss im Oberzwieselau, einem Gemeindeteil der niederbayerischen Gemeinde Lindberg im Landkreis Regen. Es liegt an der Straße, die auf halbem Wege zwischen Zwiesel und Frauenau bei der Ortschaft Dampfsäge nach Buchenau abzweigt und an Unterzwieselau vorbeiführt.

## Beschreibung
Das Herrenhaus besteht aus einem zweigeschossigen Satteldachbau mit einem Dachreiter und Putzgliederungen, es wird nördlich mit einem Walmdach und südlich mit einer Giebelmauer abgeschlossen. An das um 1830 errichtete Schlossgebäude schließt nach Süden der Altbau von 1705 an.
Zu dem Anwesen gehören mehrere Nebengebäude, so eine Wagenremise, ein eingeschossiger Flachsatteldachbau mit Vorschussgiebeln und Rundbogenöffnungen, ein ehemaliger Pferdestall, dies ist ein eingeschossiger Steildachbau mit Vorschussgiebel und errichtet aus Bruchsteinmauerwerk; er ist durch ein Korbbogentor mit dem Wirtschaftsgebäude verbunden. Auf dem Gelände steht ein sogenanntes Schweizerhaus als zweigeschossiger Walmdachbau, das nach Süden mit rundbogigen Blendbögen ausgestattet ist. Die Parkmauer besitzt Pavillonbauten aus der ersten Hälfte 19. Jahrhundert, das nördliche Portalhäuschen wurde 1989 errichtet.
Das Innere besteht aus zwanzig historischen Zimmern. Eine Besonderheit des Hauses ist der Jugendstilsaal. Im Wohnraum mit einer Stuckdecke befinden sich große Gemälde des 18. und 19. Jahrhunderts.
Das Schloss befindet sich in Privatbesitz und kann nicht besichtigt werden.

## Geschichte
Das jetzige Schloss wurde 1839 von Benedikt I. von Poschinger im klassizistischen Stil errichtet. Das neue Schloss wurde mit einer Anzahl von Wirtschaftsgebäuden und einer Brauerei errichtet. Dieses neue Schloss ist ein Anbau an das alte, nur noch zur Hälfte vorhandene Herrenhaus von 1705. Die Geschichte des Schlosses ist eng mit der des Glashüttengutes Oberzwieselau verbunden. So befand sich im Seitenflügel auf der Nordseite von 1840 bis 1865 die erste Schule in der Gemeinde Lindberg für die Kinder der Glasmacher und andere Mitarbeiter des Gutes.
Das bereits bestehende Glashüttengut wurde 1528 an den Freiherrn Johann von Degenberg verkauft; die Vorbesitzer können nicht mehr eruiert werden. Am 10. Juli 1568 verkaufte Stephan von Klosen als Vormund des Sohnes Stephan von Degenberg das Gut an Joachim Poschinger auf Erbrecht. Das erste Herrenhaus auf dem Gut Oberzwieselau wurde vermutlich von Joachim Poschinger (* um 1520, † um 1596) erbaut; es war wohl ein Holzbau. 1587 wird Zwieselau in die Glashütten Oberzwieselau und Unterzwieselau geteilt und an die beiden Söhne des Poschingers übergeben. Aber bereits 1602 kommt Oberzwieselau an den Glashüttenmeister Preißler, 1614 wird als Hüttenmeister Nikolaus Preißler genannt und nach dessen Tod sein Sohn Hans Preißler. 1698 ist als Pächter von Oberzwieselau wird wieder ein Georg Poschinger genannt.
Zwischen 1705 und 1808 ist hier die Glashüttenfamilie Hilz angesiedelt. 1705 vermählte sich der Hüttenmeister Johann Adam Hilz I. († 1761) mit Anna Magdalena Poschinger von Oberzwieselau. Johann Adam Hilz I. ließ um 1705 an der Stelle des alten Herrenhauses ein neues Herrenhaus aus Stein erbauen, auch altes Schloss genannt.
Am 3. November 1808 heiratete der Frauenauer Glashüttenherr Benedikt von Poschinger die Witwe Anna Maria von Hilz (Erhebung in den Adelsstand seit 1806). Damit gelangte das Gut wieder an die Familie der Poschinger. Am 1. April 1856 teilte Benedikt von Poschinger seinen Besitz in die beiden Erbgüter Oberzwieselau und Buchenau und übergab sie an seine Söhne Benedikt und Ferdinand. Am 7. März 1918 starb der Glashüttenherr von Oberzwieselau, Benedikt II. von Poschinger, und die Glashütte musste schließen. Seine damals 14-jährige Tochter Maria Helene erbte den Gutsbetrieb. Am 21. Februar 1925 heiratete die Erbtochter Maria Helene von Poschinger den baltischen Grafen Bernd August von Mellin, die Ehe wurde 1934 annulliert. Da dieser der letzte männliche Erbe der Grafen von Mellin war, gingen deren Namen und Wappen auf die einzige, 1933 geborene Tochter Barbara und später deren Familie über. In zweiter Ehe (1939) heiratete Maria Helene Gräfin Mellin den österreichischen Grafen Maximilian Graf von und zu Eltz und nannte sich in der Folge Maria Helene Gräfin von und zu Eltz. Ihre Tochter Barbara Gräfin v. Mellin (* 13. April 1933) ehelichte Joachim (Ali) von Wolffersdorff (* 1933). 1973 übernahm die Tochter, Gräfin Barbara von Mellin-Wolffersdorf, den Besitz von ihrer Mutter. Sie starb 1975 bei einem Jagdunfall. Bereits seit 1961 – nach dem Ausscheiden des Gutsverwalters Richard Ast – führt den Gutsbetrieb Joachim von Wolffersdorff. Durch den frühen Tod von Barbara fiel das Gut Oberzwieselau an ihre 3 Töchter.
1929 wurde das Gut von einer Windwurfkatastrophe heimgesucht, der 200.000 Festmeter Holz, Gebäude und sonstige Einrichtungen zum Opfer fielen. Fast 1000 Hektar Land- und Forstwirtschaftsflächen wurden dabei zerstört. Für den Abtransport der Holzmengen wurde die Zwieselauer Waldbahn erbaut, die bis 1958 im Betrieb war. Das Schloss war 1959 Drehort des Filmes Nacht fiel über Gotenhafen. Der Lokschuppen der bereits eingestellten Zwieselauer Waldbahn wurde bei den Dreharbeiten abgebrannt.
Schloss Oberzwieselau blieb von Kriegsschäden verschont, doch nach Kriegsende wurde es durch die amerikanische Besatzung und die Aufnahme von zahlreichen heimatvertriebenen Flüchtlingen erheblich beeinträchtigt.
Ab 1988 entstand durch Joachim Freiherr von Maydell von Wolffersdorff-Mellin auf einer Fläche von 100 ha, die vorher land- und forstwirtschaftlich oder als Park genutzt wurde, ein 18-Loch-Golfplatz, der 1993 durch den ersten Präsidenten des 1991 gegründeten Golfclubs, Joachim von Wolffersdorff, eröffnet wurde. Joachim von Wolffersdorff war von 1972 bis 1990 auch Bürgermeister der Gemeinde Lindberg und wurde 1998 zu deren Ehrenbürger ernannt.